# Petromus
Petromus là một chi động vật có vú trong họ Petromuridae, bộ Gặm nhấm. Chi này được A. Smith miêu tả năm 1831. Loài điển hình của chi này là Petromus typicus A. Smith, 1831.

## Hình ảnh

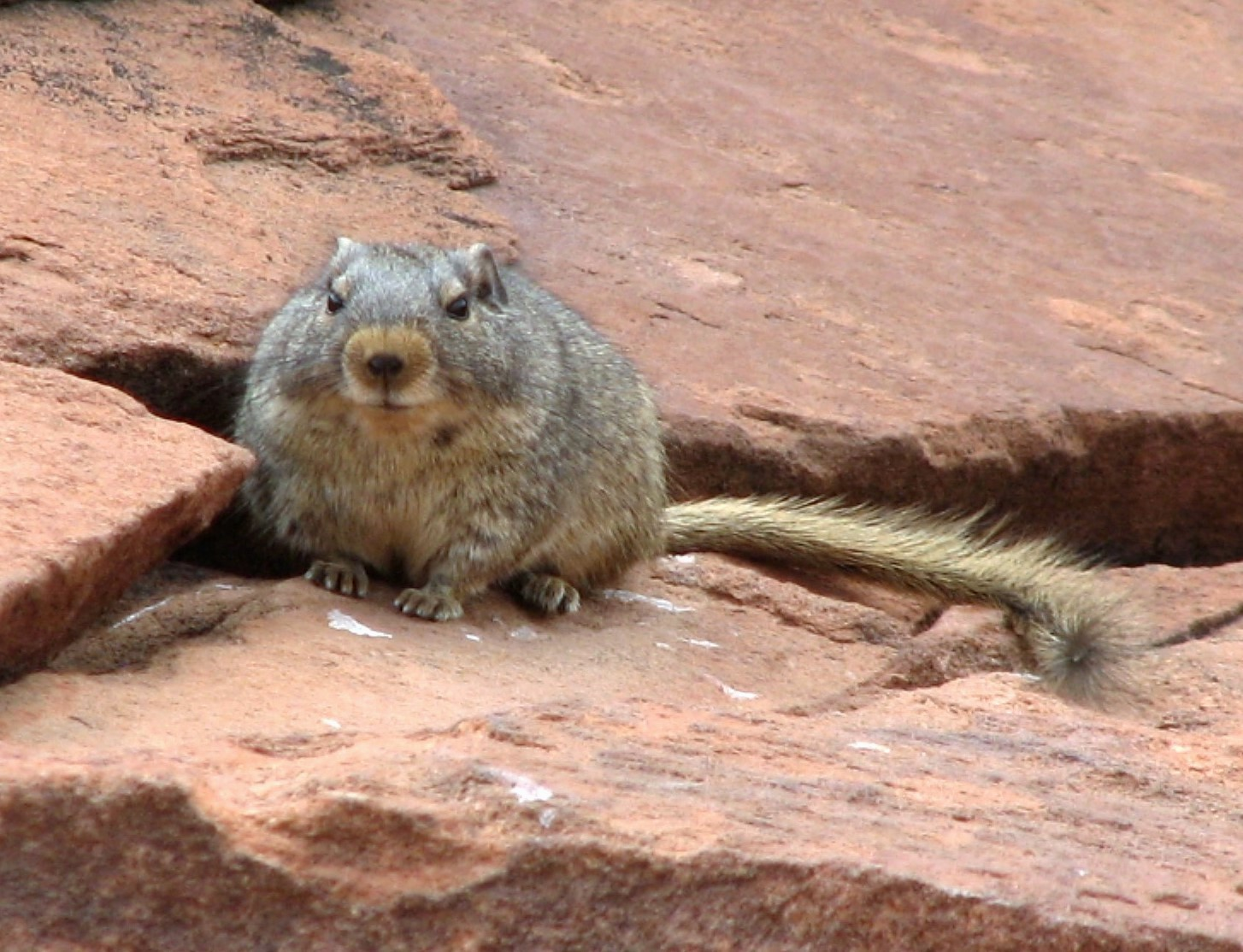
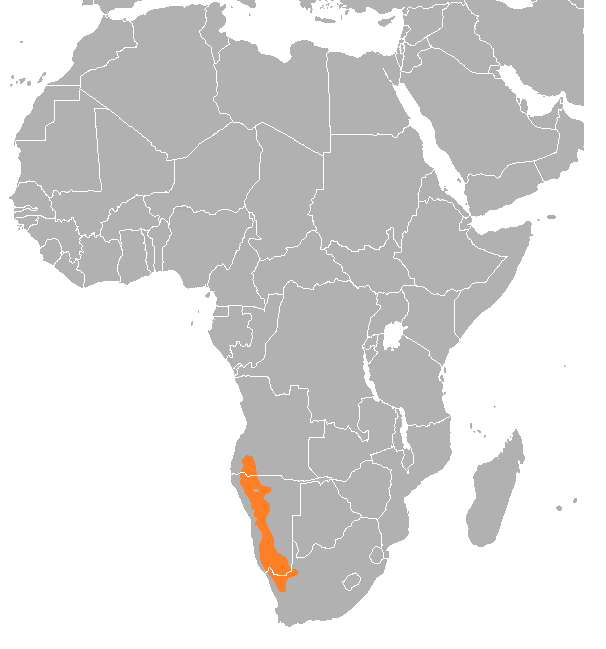

## Các loài
Chi này gồm các loài: